# Буркина Фасо на Светском првенству у атлетици у дворани 2012.
Буркина Фасо је учествовала на Светском првенству у атлетици у дворани 2012. одржаном у Истанбулу од 9. до 11. марта. Ово је њено седмо учешће на светским првенствима. Репрезентацију Буркине Фасо представљало је двоје такмичара (1 мушкарац и 1 жена), који су се такмичили у трци на 60 метара.
Буркина Фасо није освојила ниједну медаљу али је Маријет Мјен оборила лични рекорд.

## Учесници
| Мушкарци: - IИносан Болого — 60 м | Жене: - Маријет Мјен — 60 м |  |

## Резултати

### Мушкарци
| Атлетичар      | Дисциплина | Лични рекорд | Квалификација  | Квалификација  | Полуфинале           | Полуфинале           | Финале               | Финале               | Детаљи |
| Атлетичар      | Дисциплина | Лични рекорд | Резултат       | Место          | Резултат             | Место                | Резултат             | Место                | Детаљи |
| -------------- | ---------- | ------------ | -------------- | -------------- | -------------------- | -------------------- | -------------------- | -------------------- | ------ |
| IИносан Болого | 60 м       |              | Није стартовао | Није стартовао | Није се квалификовао | Није се квалификовао | Није се квалификовао | Није се квалификовао |        |

### Жене
| Атлетичарка  | Дисциплина | Лични рекорд | Квалификација | Квалификација | Полуфинале            | Полуфинале            | Финале                | Финале       | Детаљи |
| Атлетичарка  | Дисциплина | Лични рекорд | Резултат      | Место         | Резултат              | Место                 | Резултат              | Место        | Детаљи |
| ------------ | ---------- | ------------ | ------------- | ------------- | --------------------- | --------------------- | --------------------- | ------------ | ------ |
| Маријет Мјен | 60 м       |              | 8,01 ЛР       | 6. у гр. 8    | Није се квалификовала | Није се квалификовала | Није се квалификовала | 45 / 62 (64) |        |